# 2003
2003 (MMIII) година е обикновена година, започваща в сряда според Григорианския календар. Тя е третата от третото хилядолетие и четвърта от 2000-те.
Съответства на:
- 1452 година по Арменския календар
- 6753 година по Асирийския календар
- 2953 година по Берберския календар
- 1365 година по Бирманския календар
- 2547 година по Будисткия календар
- 5763 – 5766 година по Еврейския календар
- 1995 – 1996 година по Етиопския календар
- 1381 – 1382 година по Иранския календар
- 1424 – 1425 година по Ислямския календар
- 4699 – 4700 година по Китайския календар
- 1719 – 1720 година по Коптския календар
- 4336 година по Корейския календар
- 2756 години от основаването на Рим
- 2546 година по Тайландския слънчев календар
- 92 година по Чучхе календара

## Събития
- 8 януари – Самолетът при полет 634 на „Търкиш Еърлайнс“ се близо до летище „Диарбекир“, Турция и убива целия екипаж и 70 от 75-те пътници на борда.
- 1 февруари – Космическата совалка Колумбия се разпада над Тексас минути преди заплануваното си кацане. И седемте астронавта на борда загиват.
- 19 февруари – Самолет „Илюшин Ил-76“ на иранските авиолинии катастрофира над Шахдад (Иран), загиват 275 души.
- 6 март – Самолетът при полет 6289 на „Еър Алжери“ се разбива на летище „Агуенар – Хадж Бей Ахамок”, Таманрасет, Алжир и убива 102 от 103-мата души на борда.
- 12 март – В Белград е убит сръбският премиер Зоран Джинджич.
- 19 март – Войната в Ирак започва с масирани бомбардировки над Багдад.
- 9 април – Багдад е завзет от коалиционните сили. Управлението на Саддам Хюсеин приключва.
- 15 април – Пада и последният град в ръцете на иракчаните – Тикрит.
- 1 май – На борда на американския самолетоносач USS Abraham Lincoln Джордж Буш обявява края на мащабните военни действия в Ирак.
- 12 май – Терорист-камикадзе взривява камион, пълен с експлозиви, в правителствени сгради в северна Чечения, убивайки над 60 души.
- 14 май – Нова атака в Чечения отнема живота на 18 души, извършителят е жена-камикадзе.
- 25 май – От летището в Луанда, Ангола двама души отвличат празен самолет, с който излизат. Нито самолетът, нито двамата мъже са видени оттогава и не са открити отломки от самолета.
- 5 юни – Серията от атентати в Чечня продължава – 16 души загиват при взрив в град Моздок.
- 5 юли – Атентат по време на рок концерт в Москва, загиват 15 младежи.
- 8 юли – Самолетът при полет 139 на „Судан Еъруейс“ се разбива близо до летище „Порт Судан“ по време на опит за аварийно кацане и убива 116 от 117-те души на борда.
- 1 август – Терорист-камикадзе взривява болница в Дагестан, убивайки над 50 души, много от които войници, ранени по време на битки в съседна Чечения.
- 11 август – Диема 2 започва да се излъчва.
- 25 август – 52 загиват при 2 взрив в Бомбай, Индия.
- 10 септември – Шведската външна министърка Ана Линд е наръгана с нож в магазин в Стокхолм и умира на следващия ден.
- 24 октомври – Самолетът Конкорд за последен път вози редовни пътници, прекратявайки ерата на свръхзвуковите пътнически самолети за неопределено време.
- 26 октомври – местни избори в България
- 15 ноември – 2 коли бомби се взривяват близо до еврейски синагоги в Истанбул, убивайки 25 и ранявайки над 300 души. Терористичната организация Ал Кайда поема отговорност за атентатите.
- 20 ноември – 2 огромни взрива разтърсват Истанбул, почти унищожавайки британското посолство и нанасяйки сериозни щети на офисите на регионалния клон на британската банка HSBC. Загиват 46 души, между които и 1 българин, а ранените са над 400. Отговорността за атаките е поета от Ал Кайда.
- 23 ноември – Грузинският президент Едуард Шеварднадзе подава оставка след събитията известни като Революция на розите.
- 26 ноември – Последен полет на Конкорд.
- 5 декември – Самоубийствен атентат в московското метро убива 44 души и ранява над 300. Президентът на Русия Владимир Путин обвинява терористите, че целят да променят резултатите от предстоящите на 7 декември избори в страната.
- 6 декември – Ражда се българоезичната версия на Уикипедия.
- 7 декември – Парламентарни избори в Русия, убедително спечелени от партия „Единна Русия“.
- 9 декември – Жена-камикадзе се взривява на Червения площад, убивайки петима души и ранявайки над 20.
- 13 декември – Американските специални части залавят Саддам Хюсеин близо до родния му град Тикрит.
- 25 декември – Самолетът при полет 141 на САТ се разбива на летището в Котону, Бенин при опит за излитане и убива 141 души на борда.
- 26 декември – Едно от най-разрушителните земетресения за последното десетилетие разтърсва югоизточен Иран. Над 40 000 души загиват в град Бам, който е почти напълно разрушен от бедствието.
- 27 декември – Терористи нападат военните бази и правителствените сгради в Кербала с камиони и коли бомби. При атаката загиват петима български и двама тайландски войници, както и над 20 иракчани.
- Разрушен е оригиналният стадион Уембли в Лондон, за да бъде изграден наново като модерно спортно съоръжение.

## Родени
- 3 януари – Грета Тунберг, шведска активистка
- 9 януари – Сузанита, българска попфолк певица
- 1 април – Кристиян Върбановски, български актьор, певец, влогър и инфлуенсър
- 5 май – Карлос Алкарас, испански тенисист
- 1 юли – Тейт Макрей, канадска певица

## Починали
- Христо Шейнов, български политик (р. 1915 г.)
- 12 януари – Морис Гиб, британски певец на легендарната група Bee Gees (р. 1949 г.)
- 1 февруари – Монго Сантамария, латино джаз музикант, перкусионист (р. 1917 г.)
- 13 февруари – Димитър Мишев, български инженер (р. 1933 г.)
- 17 февруари – Христо Данов, български юрист (р. 1922 г.)
- 20 февруари – Пламен, български поп-фолк певец (р. 1967 г.)
- 25 февруари – Преслав Кършовски, български художник (р. 1905 г.)
- 26 февруари – Иван Маринов, български диригент и композитор (р. 1928 г.)
- 27 февруари – Петър Петров, български инженер и изобретател (р. 1919 г.)
- 4 март – Джаба Йоселиани, грузински военачалник и политик (р. 1926 г.)
- 7 март – Илия Павлов, български борец и бизнесмен (р. 1960 г.)
- 16 март – Рейчъл Кори, американска активиста (р. 1979 г.)
- 29 март – Кейносуке Еноеда, японски каратист (р. 1935 г.)
- 3 април – Йорданка Илиева, българска народна певица (р. 1922 г.)
- 10 април – Лъчезар Аврамов, български политик (р. 1922 г.)
- 21 април – Нина Симон, американска певица и пианистка (р. 1933 г.)
- 23 април – Курт Клингер, австрийски писател (р. 1928 г.)
- 24 април – Кирил Господинов, български актьор (р. 1934 г.)
- 30 април – Лайънъл Уилсън, американски дубльор (р. 1924 г.)
- 2 май – Блага Димитрова, българска писателка (р. 1922 г.)
- 11 май – Ноуъл Рединг, британски китарист (р. 1945 г.)
- 27 май – Лучано Берио, италиански композитор (р. 1925 г.)
- 31 май – Франческо Коласуоно, италиански духовник (р. 1925 г.)
- 1 юли – Нхау, намибийски актьор (р. ок. 1943 г.)
- 2 юли – Райнхард Баумгарт, немски писател (р. 1929 г.)
- 4 юли – Бери Уайт, соул и диско певец (р. 1944 г.)
- 6 юли – Тянко Йорданов, български географ (р. 1914 г.)
- 5 юли – Продан Гарджев, български борец, олимпийски шампион (р. 1936 г.)
- 14 юли – Иван Ганев, български учен, общественик (р. 1942 г.)
- 16 юли – Ерих Кьолер, немски писател (р. 1928 г.)
- 20 юли – Петър Дюлгеров, български политик (р. 1929 г.)
- 25 юли – Джон Шлезинджър, английски режисьор (р. 1926 г.)
- 1 август – Мари Трентинян, френска актриса (р. 1962 г.)
- 7 август – Ангел Столинчев, български църковен деятел (р. 1917 г.)
- 10 август – Жак Дере, френски кино-режисьор (р. 1929 г.)
- 16 август – Иди Амин, угандийски диктатор (р. ок. 1925 г.)
- 30 август – Чарлз Бронсън, американски актьор (р. 1921 г.)
- 1 септември – Райнер Малковски, немски поет (р. 1939 г.)
- 5 септември – Кир Буличов, руски учен и фантаст (р. 1934 г.)
- 12 септември – Джони Кеш, американски кънтри певец (р. 1932 г.)
- 24 септември – Благой Шклифов, български езиковед (р. 1935 г.)
- 28 септември
  - Валтер Томан, австрийски писател (р. 1920 г.)
  - Елия Казан, американски режисьор (р. 1909 г.)
- 18 октомври – Мануел Васкес Монталбан, испански писател (р. 1939 г.)
- 19 октомври – Алия Изетбегович, босненски политик (р. 1925 г.)
- 26 октомври – Хайнц Пионтек, немски писател (р. 1925 г.)
- 28 октомври – Димитър Сагаев, български композитор (р. 1915 г.)
- 29 октомври
  - Хал Клемънт, американски писател (р. 1922 г.)
  - Франко Корели, италиански тенор (р. 1921 г.)
- 8 декември – Николай Бинев, български кино и театрален актьор (р. 1934 г.)
- 22 декември – Черемухин, български хуморист (р. 1930 г.)
- 27 декември –
  - Алън Бейтс, британски актьор (р. 1934 г.)
  - Антон Петров, български военнослужещ (р. 1977 г.)

## Нобелови награди
- Физика – Алексей Алексеевич Абрикосов, Виталий Лазаревич Гинзбург, Антъни Легет
- Химия – Петер Агре, Родерик Маккинън
- Физиология или медицина – Пол Лотърбър, Питър Мансфийлд
- Литература – Джон Максуел Кутси
- Мир – Ширин Ебади
- Икономика – Робърт Енгъл, Клайв Гренгър

Вижте също:
- календара за тази година